# SFB 1288 „Praktiken des Vergleichens“
Der Sonderforschungsbereich 1288 „Praktiken des Vergleichens. Die Welt ordnen und verändern“ ist ein seit 2017 an der Universität Bielefeld angesiedelter geisteswissenschaftlicher Sonderforschungsbereich (SFB) der Deutschen Forschungsgemeinschaft (DFG). Der SFB 1288 beschäftigt sich mit Vergleichspraktiken in verschiedenen Kulturen und Epochen, von der Antike bis in die Gegenwart.
Im Zentrum der Forschung stehen Fragen nach gesellschaftlichen Ursachen, Verfahren und Wirkungen des Vergleichens. Bezeichnend für die Forschungsprogrammatik des SFB 1288 ist, dass Vergleichen als eine produktive Tätigkeit verstanden wird. Es sind die vergleichenden Akteure, die einen Vergleich ermöglichen oder verhindern, nicht die verglichenen Objekte selbst. Somit lässt sich die Forschungsperspektive des SFB 1288 als praxistheoretisch einordnen. Aufbauend auf einer Reihe von Fallstudien wird untersucht, inwiefern die sich stetig verändernden Vergleichspraktiken als Katalysator für historischen Wandel fungieren, beziehungsweise diesen neu erklären und periodisieren können. Erklärtes Ziel der Forschenden ist es, dadurch eine kontigenzsensible Theorie des historischen Wandels zu entwickeln.
Am SFB 1288 forschen 57 Wissenschaftlerinnen und Wissenschaftler aus vier Fakultäten der Universität Bielefeld: Mit der Beteiligung von Forschenden aus den Fächern Geschichte, Literaturwissenschaft, Rechtswissenschaft, Kunstgeschichte, Philosophie, Politikwissenschaft und Soziologie, ist der SFB 1288 interdisziplinär aufgestellt. Darüber hinaus bestehen Kooperationen mit ausländischen Universitäten, unter anderem der Wesleyan University und der University of Notre Dame. Strukturell angegliedert ist er an die Abteilung Geschichtswissenschaft der Fakultät für Geschichtswissenschaft, Philosophie und Theologie.
Im November 2020 wurde die Laufzeit des SFB 1288 (1. Förderphase: Anfang 2017 bis Ende 2020) von der DFG um weitere vier Jahre verlängert (2. Förderphase: Anfang 2021 bis Ende 2024). Aktuell steht die Historikerin Antje Flüchter dem Forschungsverbund als Sprecherin vor und vertreten wird sie von Maximilian Benz (Germanistik) und Martin Petzke (Soziologie). Bis Mai 2021 wurde dieses Amt von der Historikerin Angelika Epple ausgeübt.

## Ziele, Methoden und theoretische Einordnung
Der SFB 1288 hat ein Forschungsprogramm formuliert, dessen Fragestellungen in den drei geplanten Förderphasen unterschiedliche Gewichtung erfahren. Langfristig bauen die Fragestellungen aufeinander auf, um die Entwicklung einer kontingenzsensiblen Theorie historischen Wandels zu erarbeiten.
In der ersten Förderphase 2017–2020 ging es primär um die Etablierung einer neuen Forschungsagenda, die den performativen Charakter von Vergleichspraktiken in den Mittelpunkt stellt. Die comparata und das tertium comparationis, die miteinander verglichenen Objekte und deren angenommene gemeinsame Eigenschaft, die den Ausgangspunkt für den Vergleich bildet, werden als kulturelle Konstruktionen verstanden. Die Vergleichbarkeit oder Unvergleichbarkeit von comparata begründet sich nicht mit deren tatsächlichen Eigenschaften, sondern den jeweiligen Interessen, aus denen Akteure Vergleiche anstellen. Da die angestellten Vergleiche gesellschaftliche Konsequenzen haben, werden bestimmte soziale Phänomene durch Praktiken des Vergleichens überhaupt erst konstituiert. Der SFB 1288 kann also neben der kritischen Vergleichsforschung, auch in der Praxistheorie situiert werden. Ein weiteres Ziel ist begriffliche Typologien zu entwickeln, um das Verhältnis des Vergleichens zu verwandten Praktiken wie Messen, Unterscheiden und Klassifizieren zu analysieren. Die Arbeit der Projektbereiche war in der ersten Förderphase darauf ausgerichtet, auf der Mikroebene des Sozialen zu forschen. Durch die Fallstudien einzelner Praktiken in konkreten Kontexten wurden sowohl verschiedene Modi des Vergleichens als auch der Wandel von Vergleichspraktiken herausgearbeitet.
Das Forschungsprogramm der zweiten Förderphase knüpft inhaltlich an die erste Förderphase an, verlagert den Schwerpunkt allerdings auf die Mesoebene. Damit sind die gesellschaftlichen Auswirkungen von Vergleichspraktiken auf mittlerer Reichweite gemeint, die sich zum Beispiel anhand der Analyse von communities of practice und Praxisformationen untersuchen lassen. Als Praxisformationen werden solche Vergleichspraktiken verstanden, die sich wiederholen und mit anderen Praktiken zusammenwirken. Communities of practice sind dagegen als spezifische Netzwerke von Akteure definiert, die sich formen, um praktisches Wissen zu generieren und auszutauschen. Beide Begriffe dienen als Heuristik, um Vergleichspraktiken und den von ihnen angestoßenen historischen Wandel über einen längeren Zeitraum hinweg zu verfolgen. Dementsprechend stehen Fragen bezüglich Institutionalisierung, Stabilisierung, Verknüpfung und Musterbildung von Vergleichspraktiken im Vordergrund der Forschung, die zwischen 2021 und 2024 geleistet wird.
Aufbauend auf die Analyse der Mikro- und Mesoebene soll in der dritten Förderphase (Anfang 2025 bis Ende 2028) die Makroebene im Fokus der Forschung stehen, etwa Vergleichshorizonte und daraus hervorgehende Anpassungs- und/oder Distinktionsdynamiken sowie konkrete Zusammenhänge zwischen Vergleichspraktiken und der Genese und dem Wandel gesellschaftlicher Makrostrukturen.

## Teilprojekte
In der ersten Förderphase sowie aktuell in der zweiten Förderphase wurden und werden 18 Teilprojekte von der Deutschen Forschungsgemeinschaft (DFG) gefördert. Mit Ausnahme der zentralen Projekte (INF, Ö und Z) sind diese in die Projektbereiche A, B, C, D, E und F unterteilt. Drei der bewilligten Projekte der zweiten Förderphase sind Neuanträge, die restlichen sind Fortsetzungsanträge von Teilprojekten aus den Projektbereichen A, B und C der ersten Förderphase. In diesen Teilprojekten wurde danach gefragt, ob sich in Konflikt- oder Aushandlungssituationen beziehungsweise gesellschaftlichen Räumen der Reflexion unterschiedliche Praktiken des Vergleichens formen. Die Forschenden waren unter anderem daran interessiert, ob in Situationen der Konkurrenz die Differenzen zweier Vergleichsobjekte stärker gewichtet werden als in Situationen der wissenschaftlichen Beobachtung oder ästhetischen Beobachtung oder ästhetischen Reflexion bzw. der De- und Restabilisierung von Ordnungen in interkulturellen Kontaktzonen.

### Zweite Förderphase (2021–2024)

#### Projektbereich D – Wissen erzeugen und stabilisieren
In Projektbereich D stehen Experten, Reisende und Wissenschaftler, konstituiert als communities of practice, im Fokus der Forschung. Im Vordergrund steht dabei die Frage, wie durch das Vergleichen in verschiedenen Epochen Wissen erzeugt und stabilisiert wurde.

#### Projektbereich E – Grenzen des Vergleichens: Unvergleichbarkeitsbehauptungen und Grenzziehungen
Der Projektbereich E geht zwei Hauptfragestellungen nach: 1. Wie entstehen Grenzen der Vergleichbarkeit? Worin liegen die Gründe für rhetorische und performative Behauptungen von Unvergleichbarkeit? 2. Wie entstehen Grenzen durch das Vergleichen? Wie werden z. B. gesellschaftliche Gruppen durch Vergleiche voneinander abgegrenzt werden.

#### Projektbereich F – Standardisieren und Globalisieren: Expansive Vergleichspraktiken
Der Projektbereich F versucht zu verstehen, wie und in welchem Ausmaß Praktiken des Vergleichens zu Standardisierungs- und/oder Globalisierungsprozessen beitragen. Umgekehrt wird auch gefragt, ob dieselben Prozesse das Vergleichen formen und limitieren.

## Publikationen

### Bielefeld University Press
Auf Initiative des Forschungsverbundes SFB 1288 wurde 2019 die Bielefeld University Press (BiUP) gegründet. In Kooperation mit dem transcript Verlag dient die BiUP als Publikationsplattform für geisteswissenschaftliche Spitzenforschung.

### Working Paper
Der SFB 1288 hat eine Reihe von Working Papers herausgegeben, in denen, neben einigen Fallstudien, vor allem begriffliche und theoretische Grundlagen erarbeitet wurden.

## Wissenschaftskommunikation
Über eine Reihe von Formaten kommuniziert der SFB 1288 seine Forschungsinhalte mit einer breiteren Öffentlichkeit. Der SFB 1288 ist auch in sozialen Netzwerken und Medien vertreten: Auf X, mit einem eigenen YouTube-Kanal, dem Podcast „Praktisch Theoretisch“, mit einem LinkedIn-Profil, einem Blog zu Vergleichspraktiken auf der geisteswissenschaftlichen Blog-Plattform de.hypotheses, mit der SFB 1288-Website und der dort integrierten News-Sparte sowie mit einem monatlichen Radioformat im Campusradio Hertz 87.9. Auf diesen unterschiedlichen Kanälen erklären SFB 1288-Wissenschaftlerinnen und -Wissenschaftler ihre Forschungsprojekte und berichten von ihrer Forschung zum Thema „Praktiken des Vergleichens“. Halbjährlich – in einer Sommer- und einer Winterausgabe – erscheint der SFB 1288-Newsletter „SFB 1288-Rückblick“, in dem weitere Einblicke in die Arbeit und die Aktivitäten im SFB 1288 „Praktiken des Vergleichens“ gegeben werden. Neben der multimedialen Aufbereitung von Vorträgen und Tagungen, werden u. a. Forschungsergebnisse durch Ausstellungen im musealen Raum präsentiert. In der Ausstellungsreihe "miteinander gegenüber", die in Kooperation mit der Kunsthalle Bielefeld entsteht, liegt der Fokus auf einem Werk aus der Sammlung der Kunsthalle, das in der Gegenüberstellung mit einer ausgewählten externen Arbeit zentrale Fragestellungen aufgreift. Im Zentrum steht dabei immer ein konzentrierter Vergleich der ausgewählten Werke. Begleitet wird die Ausstellungsreihe von verschiedenen, gemeinsam organisierten Veranstaltungsformaten, z. B. Vorträgen, Podiumsdiskussionen oder (Kurz-)Führungen in der Kunsthalle Bielefeld. Seit Juli 2024 gibt es darüber hinaus die SFB 1288-Audiothek "Unvergleichliches Hören", in der regelmäßig Audioformate wie Mitschnitte von Vorträgen und Konferenzen, (Podiums-)Diskussionen oder themenbezogene Interviews rund um Praktiken des Vergleichens und die Forschung zu Vergleichspraktiken veröffentlicht werden. Bei allen Projekten und Kooperationen geht es aus wissenschaftskommunikativer Perspektive darum, geisteswissenschaftliche Prozesse, Arbeitsweisen und Recherche sichtbar(er), nachvollziehbar(er) und greifbar(er) zu machen, sodass geisteswissenschaftliche Forschung auf anderen Ebenen und in unterschiedlichen Zielgruppen divers(er) reflektiert werden kann.
Das für die Wissenschaftskommunikation verantwortliche Teilprojekt Ö (Making of: Communities of Practice. Geisteswissenschaften und Gesellschaften in Relation) versteht sich dabei nicht nur als rein vermittelnde Instanz, sondern will mit seinen Aktivitäten eine Reflexion darüber anstoßen, wie geisteswissenschaftliche Inhalte in die Gesellschaft kommuniziert werden. Analog zum Forschungsprogramm des SFB 1288 schließt sich daran die Frage an, inwiefern Praktiken der Wissenschaftskommunikation und des Vergleichens das Verhältnis von Wissenschaft und Gesellschaft beeinflussen.
Ziel ist es, eine nichtakademische Öffentlichkeit und Forschende in verschiedenen Transferräumen aufeinandertreffen zu lassen, sie neu miteinander in Beziehung zu setzen und im Anschluss über beobachtete Vergleichspraktiken zu reflektieren. Die Transferräume der zweiten Förderphase wollen dies sowohl durch das unmittelbare physische Aufeinandertreffen verschiedener Akteure als auch den Austausch im digitalen Raum erreichen. Dazu gehören vier Transferräume: ein Schüler*innenlabor, Social Media sowie Kooperationen mit lokalen Institutionen wie der Kunsthalle Bielefeld. In der sogenannten "Changing Academy" werden die Aktivitäten der Transferräume dann in Hinblick auf die in der Wissenschaftskommunikation inhärenten Praktiken des Vergleichens reflektiert. Zusammengesetzt aus Akteuren und Akteurinnen verschiedenster Felder der Kommunikation (Wissenschaft, Wirtschaft, Kultur, Politik) versteht sich die "Changing Academy" als Raum der Interaktion und des Transfers. Die öffentlichkeitswirksamen Kommunikationsstrategien der unterschiedlichen Institutionen werden hier vorgestellt und aus verschiedenen Perspektiven in Hinblick auf die zugrundeliegenden Praktiken des Vergleichens evaluiert.

## Digital Humanities
Die strukturelle Integrierung der Digital Humanities in den SFB 1288 wird durch das Teilprojekt INF (Dateninfrastruktur und Digital Humanities: Digitale Praktiken in den Geisteswissenschaften) gewährleistet. INF hat dabei zum einen Dienstleistungsaufgaben, indem die Teilprojekte bei der Umsetzung ihrer Forschung mit den Methoden der Digital Humanities unterstützt werden. Dies geschieht unter anderem durch die Entwicklung von Lösungen für die Handhabung der im SFB 1288 generierten Daten. So wurde unter anderem die Plattform nopaque entwickelt, die einen Workflow mit digitalem Textmaterial bereitstellt. Zum anderen fragt INF nach der Entwicklung historischer Forschungsmethoden im Zuge der Digitalisierung und dem Nutzen digitaler Praktiken in den Geisteswissenschaften allgemein. Dazu gehören Methoden wie Text Mining, Machine Learning sowie Datenmodellierung- und visualisierung.